# Gustav Engel
Gustav Eduard Engel, född 29 oktober 1823 i Königsberg (nuvarande Kaliningrad), död 19 juli 1895 i Berlin, var en tysk musikolog och sånglärare. 
Engel blev 1862 sånglärare vid Theodor Kullaks Neue Akademie der Tonkunst i Berlin och 1874 professor vid musikhögskolan där. Han skrev bland annat Sängerbrevier (1860), Die Vokaltheorie von Helmholtz und die Kopfstimme (1867), Das mathematische Harmonium (1881), Ästhetik der Tonkunst (1884) och var en ansedd musikkritiker.